# Conch Keys
Die Conch Keys sind zwei kleine Inseln der mittleren Florida Keys. Die größere Insel Conch Key liegt 800 Meter nordwestlich des kleinen Walkers Island (Little Conch Key). Über Conch Key und knapp an Walkers Island vorbei führt ein Damm des Overseas Highway. Zwei weitere kleine Dämme verbinden Walkers Island mit dem Highway.
Die Fläche der Conch Keys beträgt etwa 55 ha (inklusive des Straßen-Dammes und einer kleinen, zwischen Walkers Island und dem Highway gelegenen, Lagune). Beide Inseln sind bewohnt und hatten bei der Volkszählung 2000 zusammen 135 Einwohner. Statistisch werden sie mit dem benachbarten, größeren Duck Key als Census-designated place geführt.
Die Inseln waren bis in die 1940er Jahre in Staatsbesitz und unbewohnt. Nur auf Conch Key gab es davor ein Camp der Florida East Coast Railway. Walker’s Island trägt den Namen des früheren Besitzers Paul Walker, der die Insel 1946 kaufte. Die Conch Keys sind heute vor allem ein Ferienort.